# Château de Mugnana
Le château de Mugnana (en italien : Castello di Mugnana), est un ancien château médiéval situé dans la commune de Greve in Chianti (ville métropolitaine de Florence) en Toscane.

## Historique
Au XIVe siècle, le château de Mugnana, dont les anciens propriétaires étaient la famille Amidei, devint la propriété de la famille Bardi de Florence. Ce château faisait partie de l'ancienne Lega di Cintoia. Sa tour mesurait à l'origine une soixantaine de mètres de haut, mais fut ensuite réduite pour des raisons militaires. Sa construction et celle des murs remontent au XIIIe siècle.
Le château fut endommagé par les alliés aragonais de Sienne lors de la guerre contre Florence (1530) et, en 1890, par un tremblement de terre. Ses murs, au centre desquels se trouve le donjon (dont la construction remonte à la seconde moitié du XIIIe siècle), ont subi de nombreuses restaurations.
Dans la cour du château se trouve une loggia avec des piliers octogonaux - aux éléments gothiques - en pietra serena qui soutiennent la maçonnerie en pierre.